# Kempston Rovers FC
Kempston Rovers FC is een voetbalclub uit Engeland, die in 1884 is opgericht en afkomstig is uit Kempston. De club speelt anno 2021 bij Southern Football League.

## Erelijst
- United Counties League Premier Division (3) : 1957-1958, 173-1974, 2015-2016
- United Counties League Division One (3) : 1955-1956, 1985-1986, 2010-2011
- United Counties League Premier Division Knock-Out Cup (2) : 1974-1975, 1976-1977
- United Counties League Division One Knock-Out Cup (2) : 1957-1958, 1959-1960
- United Counties League Division Two Knock-Out Cup (2) : 1955-1956, 1974-1975
- Bedford & District League Division One (2) : 1907-1908, 1908-1909
- Bedford & District League Division Two South (2) : 1922-1923
- Biggleswade & District League (2) : 1910-1911, 1911-1912
- Bedfordshire Senior Cup (4) : 1908-1909, 1937-1938, 1976-1977, 1991-1992
- Huntingdonshire Premier Cup (2) : 1999-2000, 2000-2001
- Hinchingbrooke Cup (3) : 1926-1927, 1928-1929, 2010-2011
- North Bedfordshire Charity Cup (5) : 1908-1909, 1934-1935, 1999-2000, 2000-2001, 2015-2016

## Records
- Beste prestatie FA Cup : Vierde Kwalificatieronde, 1978-1979
- Beste prestatie FA Trophy : Eerste kwalificatieronde, 2016-2017
- Beste prestatie FA Vase : Vijfde ronde, 1974-1975 & 1980-1981